# Kamel Talhaoui
Kamil Talhaoui (18 maart 1971) is een Algerijnse voormalig sprinter, die was gespecialiseerd in de 400 m. Hij nam eenmaal deel aan de Olympische Spelen en behaalde hierbij geen medaille. 

## Loopbaan
Talhaoui maakte in 2000 deel uit van de Algerijnse aflossingsploeg op de 4x400 meter op de Olympische Zomerspelen in Sydney. Samen met Malik Louahla, Samir Louahla en Adem Hecini werd Talhaoui gediskwalificeerd in de reeksen.

## Persoonlijke records
Outdoor
| Onderdeel | Tijd    | Datum        | Plaats |
| --------- | ------- | ------------ | ------ |
| 400 m     | 46,43 s | 27 juni 1999 | Bugeat |

## Prestaties

### 4x400 m
- 1993: 4e in de halve finale WK - 3.03,63
- 1997: 5e in de halve finale WK - 3.05,22
- 2000: DSQ in de series OS